# Estudio 1
Estudio 1 es un programa dramático producido por Televisión Española, que comenzó a emitirse el 6 de octubre de 1965 hasta 1984 y que consistía en la representación televisada de una obra de teatro.

## Historia
El programa nace en plena época dorada de los espacios dramáticos en Televisión Española, fenómeno no exclusivo de España sino compartido por otras televisiones públicas europeas. Coetáneo de Estudio 1 y bajo idéntica premisa, se emitieron Au théâtre ce soir (1966-1985) en la TF1 francesa y Play of the Month (1965-1983) en la británica BBC. En aquellos años la programación de la cadena española estaba casi copada por espacios de producción propia, en la que los programas teatrales ocupaban un lugar privilegiado. Se emitían entre una y dos representaciones diarias (en horario de media tarde y nocturno, respectivamente), la mayoría de las veces en riguroso directo, en series como Novela, Teatro de familia, Gran Teatro, Estudio 3...
Estudio 1, que toma su título del lugar donde se grababa, el estudio de Prado del Rey, vino a ocupar el hueco que dejaba Primera fila, su inmediato predecesor, como el espacio dramático por antonomasia de la cadena, en horario de máxima audiencia. Su primera representación fue la obra La rosa de los vientos, con interpretación de Fernando Delgado, María Massip y María José Valero.
Estudio 1 se convirtió en el programa dramático por antonomasia y se mantuvo 20 años en pantalla, de forma casi ininterrumpida.
El prestigio alcanzado por este espacio, considerado como uno de los puntales de la historia de la TV en España, ha desdibujado el recuerdo de otros programas coetáneos que no tuvieron ni su longevidad ni su reputación. La calidad de las obras escogidas, las excelentes interpretaciones y las impecables realizaciones han convertido en España la expresión Estudio 1 en sinónimo de teatro en televisión.
Tras una interrupción de quince años, Estudio 1 volvió a emitirse a partir de 25 de enero de 2000, con Yo estuve aquí antes, de J.B. Priestley, dirigida por Gustavo Pérez Puig e interpretada por José Sancho y Ana Duato. Sin embargo, los cambios en los gustos de la audiencia impiden una periodicidad semanal. Desde ese año, el teatro en Televisión española, con entre dos y tres representaciones anuales, se emite bajo el rótulo, de nuevo, de Estudio 1.

## Autores representados
Durante sus años de emisión, se han representado obras de, entre otros:
- Autores de España: Pedro Calderón de la Barca, Tirso de Molina, Félix Lope de Vega, Benito Pérez Galdós, José Zorrilla, Miguel Mihura, Carlos Arniches, Alfonso Paso, Víctor Ruiz Iriarte, Alejandro Casona, Enrique Jardiel Poncela, Hermanos Álvarez Quintero, Carlos Llopis, Jacinto Benavente, Antonio Buero Vallejo, Ricardo López Aranda.

- Autores de otros países: William Shakespeare, J.B. Priestley, Luigi Pirandello, Oscar Wilde, Antón Chéjov, Arthur Miller, Henrik Ibsen, Molière, George Bernard Shaw.

## Actores
Estudio 1 ha contado con un excelente plantel de actores y por el plató del programa han desfilado, en un momento u otro, los mejores intérpretes de la escena española.
Los más asiduos fueron Ana María Vidal, Fernando Delgado, Tota Alba, José Bódalo, Luisa Sala y Pablo Sanz.
También intervinieron en las diferentes obras emitidas:
- Actores: Jaime Blanch, José María Escuer, Fernando Guillén, Manuel Galiana, Jesús Puente, Tomás Blanco, Andrés Mejuto, Carlos Lemos, Luis Varela, Emilio Gutiérrez Caba, José María Prada, Víctor Valverde, Agustín González, Juan Diego, Álvaro de Luna, Enric Arredondo, Estanis González, José María Caffarel, Ismael Merlo, Paco Valladares, Alfonso del Real, Manuel Alexandre, Manuel Tejada, Luis Prendes, Sancho Gracia, Manuel Dicenta, Manuel Gallardo, Valeriano Andrés, Pedro Osinaga, Pastor Serrador, Juanito Navarro, José Manuel Cervino, Francisco Morán, Nicolás Dueñas, Narciso Ibáñez Menta, José María Rodero, Carlos Larrañaga, Luis Barbero, Eusebio Poncela, José María Pou, Rafael Alonso, Juanjo Menéndez, Antonio Ferrandis, Alfonso Gallardo, Joaquín Kremel, Javier Escrivá, José Sacristán, Francisco Rabal, Manolo Gómez Bur, Alfredo Landa, Antonio Casal, José Sancho, Francisco Merino, Arturo López, Manuel de Blas, José Bódalo, Julio Nuñez.

- Actrices: Tina Sáinz, Nélida Quiroga, María Luisa Merlo, Carmen Rossi, Nuria Carresi, Mary González, Mercedes Prendes, Lola Gaos, Lola Herrera, Blanca Sendino, Gemma Cuervo, Mayrata O'Wisiedo, Amparo Baró, Isabel María Pérez, Irene Gutiérrez Caba, Concha Cuetos, María del Puy, Nuria Torray, Tota Alba, Marisa Paredes, María José Goyanes, Elisa Ramírez, María José Alfonso, María Silva, Ana María Barbany, Aurora Redondo, Cándida Losada, Lola Lemos, Alicia Hermida, Julia Trujillo, Inma de Santis, Fiorella Faltoyano, Charo López, María Massip, Berta Riaza, Mari Carmen Prendes, María Luisa Ponte, Teresa Rabal, Dyanik Zurakowska, Marisa de Leza, Amelia de la Torre, María Asquerino, Julia Martínez, Amparo Pamplona, Concha Velasco, Maruchi Fresno, Luchy Soto, Julieta Serrano, María Isbert, Mercedes Alonso, María Kosty, María Fernanda D'Ocón, Carmen de la Maza, Marisol Ayuso, Mónica Randall, Victoria Vera, Emma Cohen, Verónica Forqué, Ana Mariscal, Silvia Tortosa, Rosa María Sardá, Ana Belén, Pilar Bardem, Emma Penella, Julia Gutiérrez Caba, Charo Soriano, Pilar Laguna.

## Realizadores
A lo largo de los años, las obras de teatro escenificadas han sido dirigidas por algunos de los realizadores televisión más importantes de España, entre los que figuran Pilar Miró, Gustavo Pérez Puig, Fernando García de la Vega, Alberto González Vergel, Pedro Amalio López, Juan Guerrero Zamora, Alfredo Castellón y Cayetano Luca de Tena.

## Obras representadas
Ver: Anexo: Obras representadas en Estudio 1
Entre las más de 400 obras que se llevaron a la pantalla en Estudio 1, figuran:
| - Don Juan Tenorio (en cinco ocasiones). - La dama boba - Tres sombreros de copa - Hamlet - La señorita de Trevélez - Don Gil de las calzas verdes - La dama duende - El avaro - Cuatro corazones con freno y marcha atrás - La discreta enamorada - Misericordia - El abanico de Lady Windermere - La gaviota - Tío Vania - El jardín de los cerezos - Romeo y Julieta - Doce hombres sin piedad | - Ocho mujeres - Maribel y la extraña familia - Malvaloca - Cena de Navidad - La librería del sol - El alcalde de Zalamea - La muerte de un viajante - La malquerida - El mercader de Venecia - La importancia de llamarse Ernesto - El caballero de Olmedo - El enfermo imaginario - Eloísa está debajo de un almendro - El sueño de una noche de verano - El gran teatro del mundo - Seis personajes en busca de un autor - La vida es sueño |

## Premios
En 1967 Estudio 1 recibió el Premio Ondas al Mejor programa dramático.
Además, muchos de los intérpretes han sido también galardonados durante dos décadas por una o varias de las obras en las que participaron:
- Antena de Oro
  - Al programa (1972)
  - Marisa Paredes (1973)
  - Pablo Sanz, María Luisa Merlo, Irene Gutiérrez Caba y Agustín González (1967)

- Fotogramas de Plata
  - Emma Penella (1981)
  - Ana Belén (1971)

- TP de Oro
  - Tina Sáinz (1981)
  - José Bódalo (1980)
  - Charo López (1975)
  - Julián Mateos (1973)